# Lotterhof (Patersholz)
Der Lotterhof (im Mittelalter auch als „Lodshof“, „Loterhoue“, „Lotershoffe“, später auch als „Lottershof“ bezeichnet) ist ein abgegangener Ortsteil der ehemaligen Gemeinde Patersholz in der heutigen Stadt Hilpoltstein im heutigen mittelfränkischen Landkreis Roth in Bayern.

## Lage
Der Ortsteil lag circa 500 Meter nördlich von Pyras und circa 100 Meter östlich des Löffelhofes sowie circa 100 Meter südlich des ebenfalls abgegangenen Schrötzenhofes. Östlich breitet sich die Flur „Vogthof“ des spätestens im 19. Jahrhundert ebenfalls abgegangenen Vogtshofes aus.

## Geschichte
Möglicherweise ist der Hof bereits im 13. Jahrhundert als Besitz der Reichsstadt Nürnberg erwähnt. Um 1450 saß ein Jörg Zeh auf dem „Lodshof“ und hatte brieflichen Kontakt mit dem Nürnberger Rat. 1489 ist der Hof als „Lottershoff“ (den Personennamen „Lotter“ = „Lothar“ enthaltend) genannt. 1522 ist von Feldern des Hofes die Rede; 1544 kommt er im Nürnberger Salbuch als „nicht mehr bezimmert“ vor. Der Hof lag auch nach einem pfalz-neuburgischen Verzeichnis von 1604 öde. Auch 1642 heißt es, dass auf dem Lottershof „niemand vorhanden“ sei. Zum Weiler „Lottershof“ gehörten insgesamt sechs Höfe, von denen zu dieser Zeit nur noch der „Schwarzhof“ und der „Schretzenhof/Schrötzenhof“ „bezimmert“ und demnach bewohnt waren.
Später wurde Lottershof wieder besiedelt und existierte als Ortsteil der Gemeinde Patersholz noch 1928.
1818 und 1831 wohnten auf dem Lottershof zwei, 1836 sechs Personen. Für 1832 ist eine Kapelle am Hof erwähnt. In einem Verzeichnis der deutschen Schulen in der Oberpfalz heißt es 1866, dass die Kinder des Hofes, „wenn katholische Besitzer darauf sind“, nach Jahrsdorf zur Schule gehen.
1861 bewohnten den Hof drei, 1871 vier und 1904 sowie 1928 fünf Personen. 1937 wird der Hof als abgegangen bezeichnet. Das amtliche Ortsverzeichnis von 1961 nennt unter der Gemeinde Patersholz den Lotterhof nicht mehr.